# Phare de Tchefuncte River
Les phares de Tchefuncte River (en anglais : Tchefuncte River Range Lights), sont des feux directionnels aidant les navires à entrer dans la Tchefuncte River (en) venant du lac Pontchartrain dans la paroisse de Saint-Tammany en Louisiane.
La tour arrière d'origine a souffert de la guerre de Sécession et a été remplacée par la tour actuelle en 1868. La nouvelle tour, plus haute que la première, a été construite sur les mêmes fondations. On lui a donné une lanterne qui avait été retirée du phare de Cat Island, dans le Mississippi.
Il est inscrit au Registre national des lieux historiques depuis le 14 juillet 1986 (supprimé le 31 janvier 2019) sous le n° 86001684.

## Histoire
La tour arrière porte une bande verticale noire servant de ligne de tir pendant la journée. Il repose sur une langue de terre, mais n'est accessible que par bateau. La tour avant porte une marque de jour USCG KRW standard, avec une bande rouge entre deux bandes blanches. C'est une tour à claire-voie qui se trouve en eau libre.
Le Musée maritime du bassin du lac Pontchartrain s'efforce de restaurer et de stabiliser le phare.

## Description
Le phare arrière est une tour cylindrique en brique, avec galerie et lanterne, de 16 m de haut. La tour est peinte en blanc avec une bande verticale noire.
Son feu isophase émet, à une hauteur focale de 16 m, une lumière blanche de trois secondes par période de6 secondes. Sa portée est de 15 milles nautiques (environ 28 km) et d'un feu à secteurs rouge fixe pour le feu blanc et de 7 milles nautiques (environ 13 km) pour le feu rouge.
Il est équipé d'une cloche de brouillard émettant deux sonneries par période de 30 secondes, et d'un transpondeur radar émettant la lettre X en alphabet morse.

## Caractéristiques dufeu maritime
Fréquence :  6 secondes (W)
- Lumière : 3 secondes
- Obscurité : 3 secondes

Identifiant : ARLHS : USA-838 ; USCG : 4-11325 .

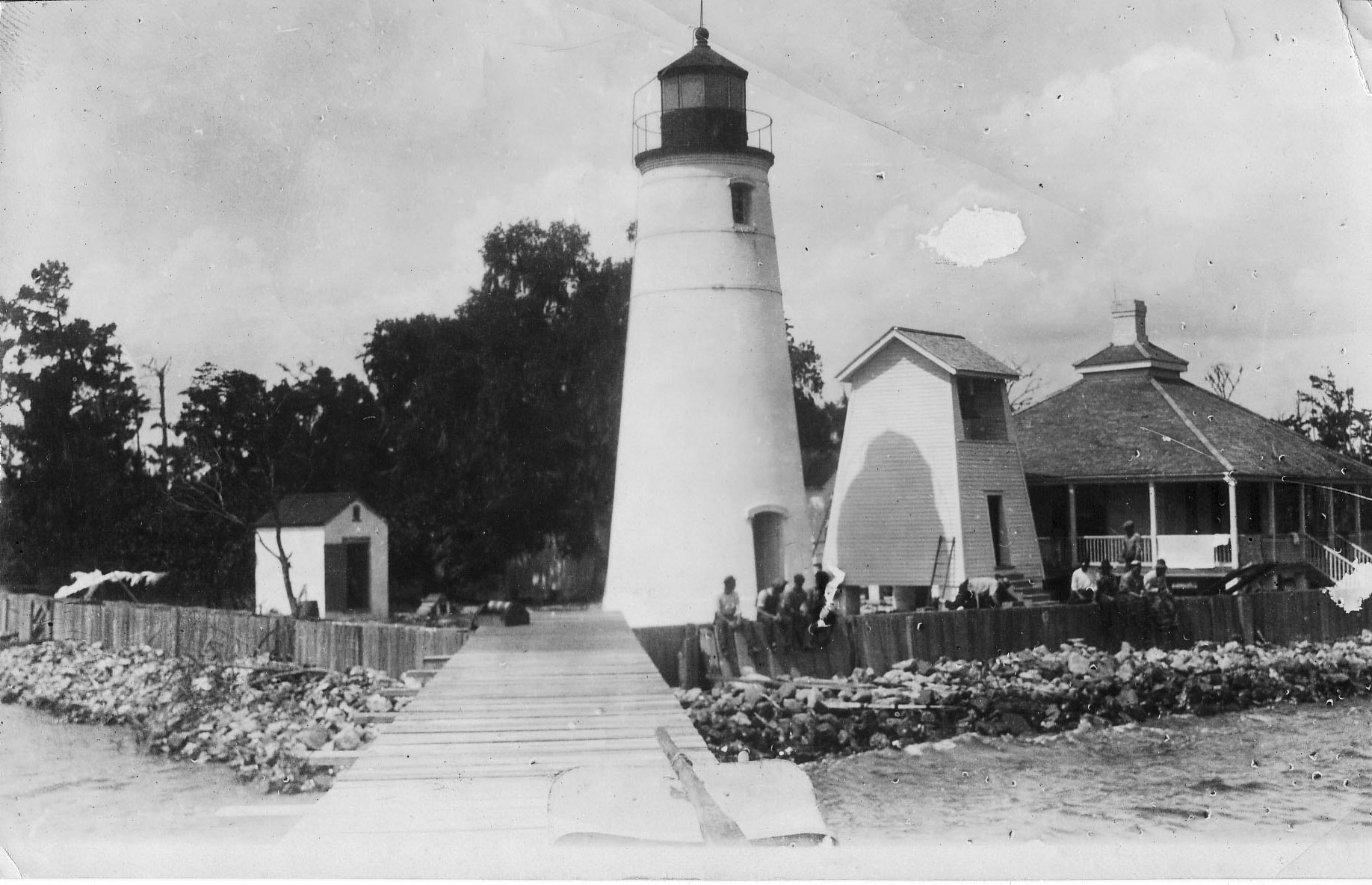
Le phare en 1918
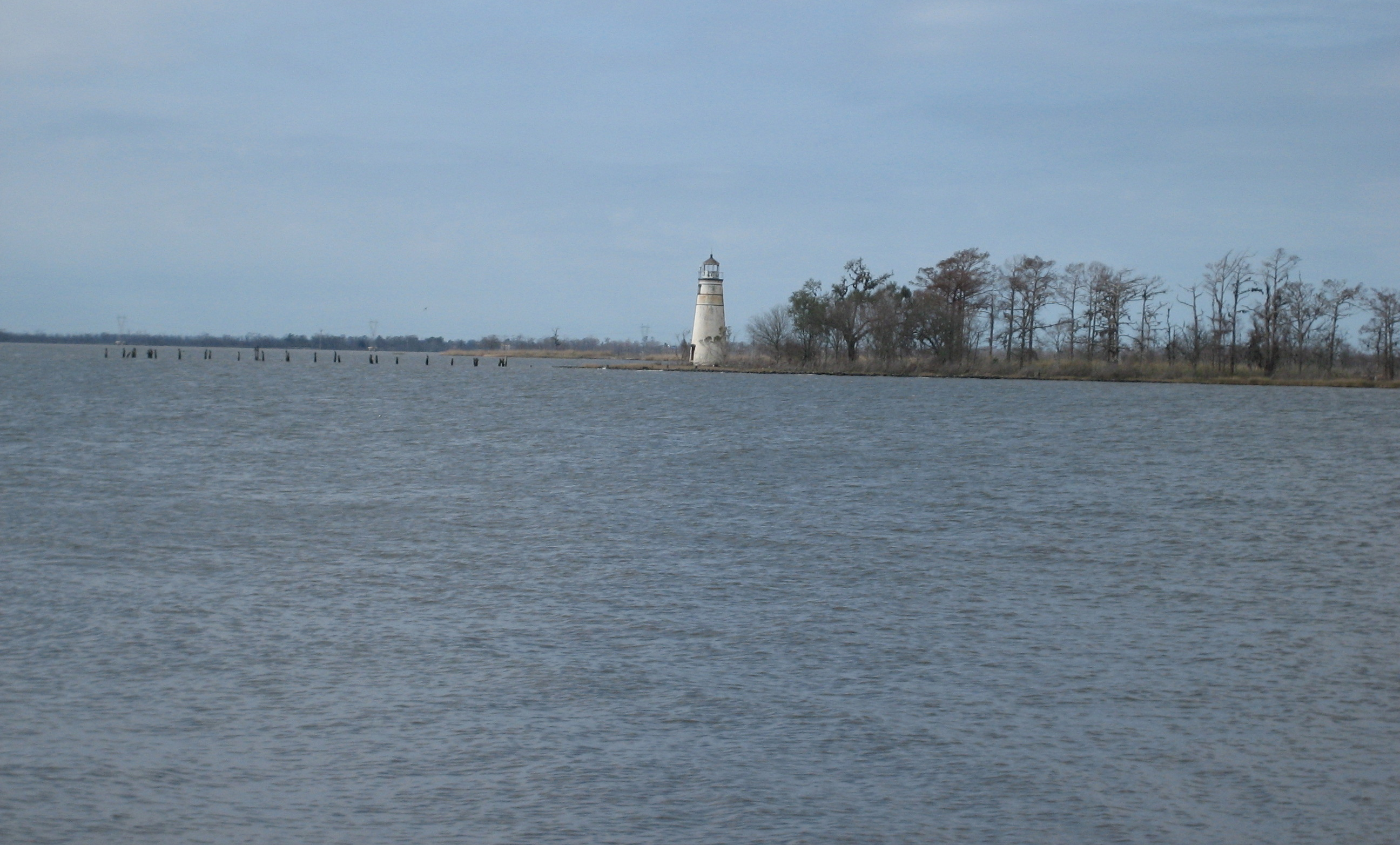
Le Phare en 2006

### Lien connexe
- Liste des phares de la Louisiane